# Trollfest
A Trollfest norvég folk-metal zenekar.

## Története
2003-ban alakultak meg Oslóban. John Espen Sagstad (művésznevén Mr. Seidel) és Jostein Austvik (művésznevén Trollmannen) zenészek alapították. Első nagylemezüket 2005-ben jelentették meg. Ezt egy évvel később, 2006-ban a második stúdióalbumuk követte. Karrierjük elején sosem koncerteztek, első koncertjeiket 2007-ben és 2008-ban tartották, a Ragnarök és Riedfest fesztiválokon. 2012-ben már, a Wintersun-nal, a Korpiklaani-val, a Krampus-szal és a Varggal együtt turnéztak a Heidenfest keretein belül. 2009-ben harmadik nagylemezüket is megjelentették. 2011-ben feliratkoztak a "NoiseArt Records"hoz és új stúdióalbumuk már az ő gondozásában jelent meg. 2012-ben, 2014-ben, 2017-ben és 2019-ben új albumokat is piacra dobtak. Dalaik főleg a kitalált "Trollsprak" ("troll nyelv")en szólnak, amely a norvég és a német nyelv keresztezése. Zenéjükben szaxofonokat és hegedűket is használnak. Szövegeik témái a trollok és az ivás.

## Tagok
- Trollbank – dobok (2004-)
- Mr. Seidel – gitár (2004-)
- Trollmannen – éneklés (2004-)
- Dr. Leif Kjonnesfleis – gitár, éneklés (2011-)
- DrekkaDag – szaxofon (2011-)
- Lodd Bolt – basszusgitár (2012-)

## Diszkográfiájuk
- TrollfesT – Promo 2004
- Willkommen Folk Tell Drekka Fest! – nagylemez, 2005
- Brakebein – nagylemez, 2006
- Villanden – nagylemez, 2009
- Uraltes Elemente – EP, 2009
- En Kvest For Den Hellige Gral – nagylemez, 2011
- Brumblebassen – nagylemez, 2012
- A Decade of Drekkadence – válogatáslemez, 2013
- Kaptein Kaos – nagylemez, 2014
- Live at Alrosa Villa – koncertalbum, 2015
- Helluva – nagylemez, 2017
- Norwegian Fairytales – nagylemez, 2019[1]
- Flamingo Overlord - nagylemez, 2022